# Emblema della Repubblica Socialista Sovietica Turkmena
L'emblema della Repubblica Socialista Federativa Sovietica Turkmena fu, nelle sue diverse versioni, l'emblema ufficiale della Repubblica Socialista Sovietica Turkmena, stato facente parte dell'Unione Sovietica, dal 1926 fino al 1992.

## Simbologia
L'emblema si caratterizza per la fusione di riferimenti caratteristici al territorio turkmeno e di elementi tipici dell'araldica socialista: al centro dello stemma si nota una torre di perforazione petrolifera stilizzata di colore azzurro, affiancata da due fabbriche (riconoscibili dalle caratteristiche ciminiere); fa loro da sfondo un sole nascente dorato, simboleggiante l'ascesa ed il radioso futuro della classe proletaria, che sorge circondato da due piccole catene montuose. Al di sopra del sole compare una piccola falce e martello dorata, simbolo comunista per eccellenza, sormontata dall'acronimo della repubblica (TCCP, TSSR) riportato in alfabeto cirillico.
I bordi dell'emblema sono costituiti da spighe di grano e batuffoli di cotone, simboleggianti la prosperità e la vocazione agricola della regione. Alla base dello stemma compaiono inoltre due graspi d'uva, di colore oro e viola. Sopra di essi è presente l'immagine di un tappeto rosso con una fantasia geometrica, ai cui lati compaiono ancora dei batuffoli di cotone, questa volta riportati di profilo.
I lati dell'emblema sono contornati da fasce di colore rosso, riportanti il motto ufficiale dell'Unione Sovietica "Proletari di tutti i paesi, unitevi!" trascritto nelle due lingue turkmena e russa.
Sulla sommità dello stemma campeggia infine una stella rossa a cinque punte, tradizionalmente simboleggiante l'orizzonte mondiale della rivoluzione bolscevica, estesa sui cinque continenti.

## Storia

La prima versione dell'emblema sovietico della RSS Turkmena, adottata nel periodo 1926-27

Come molti altri emblemi delle repubbliche sovietiche, anche quello della RSS Turkmena ha subito diverse modifiche nel corso della sua storia. La prima versione, adottata nel 1926 (curiosamente più di un anno dopo dalla costituzione dello stato, che nella sua prima stagione di vita rimase dunque privo di stemmi ufficiali), era composta da uno scudo centrale di forma rotonda quadripartito, riportante nei diversi settori dei riferimenti tratti dall'economia e dalla tradizione turkmene (una figura pastorizia, un aratro, un tralcio d'uva ed un rametto di cotone). Ulteriore particolarità dello stemma era la presenza di una falce ed un martello non incrociati e del nome della repubblica socialista trascritto, sul lato destro, in alfabeto persiano.
Una prima revisione datata 1927 modificò leggermente i colori e la simbologia dell'emblema, mantenendone tuttavia l'impianto complessivo e sostituendo la scritta in persiano ad una in caratteri latini. Venne inoltre inserito l'acronimo T.S.S.Ç, nome ufficiale dello stato in lingua turkmena.
Dieci anni dopo, nel 1937, una nuova radicale modifica eliminò lo scudo quadripartito ed introdusse nell'emblema il disegno stilizzato di alcuni edifici industriali, posto in primo piano rispetto al sole nascente; i riferimenti agricoli vennero traslati sul bordo ed alla base, e fu introdotto l'elemento caratteristico (caso unico per gli emblemi sovietici) del tappeto persiano. 
Lo stemma sopravvisse nel suo impianto complessivo fino al 1978, quando venne introdotto nuovamente l'acronimo della repubblica (TCCP, TSSR) in russo, posto al di sotto della stella rossa al vertice. In tale definitiva versione, l'emblema fu mantenuto fino al 1992, restando brevemente in uso fino a quando non fu definitivamente sostituito dal nuovo stemma del Turkmenistan indipendente, che ne mantiene peraltro alcuni elementi simbolici (le spighe di grano stilizzate, i batuffoli di cotone).

## Galleria d'immagini

Versione in uso dal 1927 al 1937
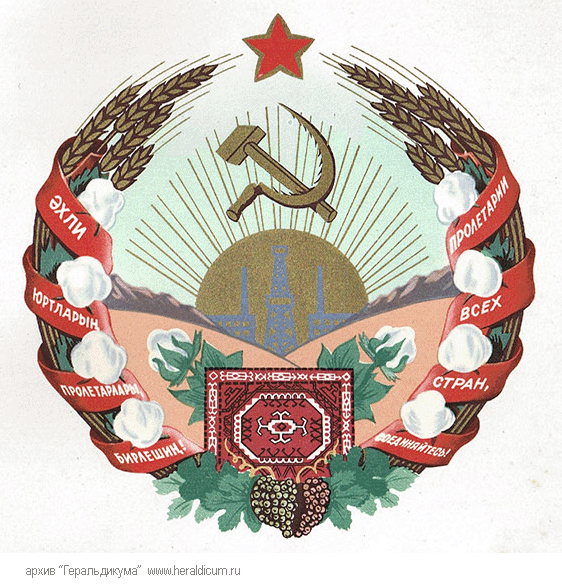
Versione in uso dal 1946 al 1978